# August Kromp
August Kromp (* im 19. Jahrhundert; † im 19. Jahrhundert) war ein österreichischer Jurist und Politiker.

## Leben
Kromp, der katholischer Konfession war, studierte Rechtswissenschaft. Er wurde Justitiar der Fürstlich Dietrichstein'schen Forstverwaltung in Nikolsburg und war von 1856 bis 1866 Landgerichtsrat und Vorsteher des gemischten Bezirksamts in Bielitz.
Vom 20. Mai 1848 bis zum 11. Dezember 1848 (sein Nachfolger wurde Christian d’Elvert) vertrat er den Wahlkreis Mähren (Kreis Brünn, Pohrlitz) in der Frankfurter Nationalversammlung. Im Parlament blieb er fraktionslos und stimmte mit dem Rechten Zentrum.